# Jeřábová lokomotiva B1' StEG
Jeřábová tendrová lokomotiva B1' byla v několika exemplářích postavena lokomotivkou Společnosti státní dráhy ve Vídni (StEG) pro svoji potřebu a pro železárny StEG v Reschitzi.

## Technické provedení

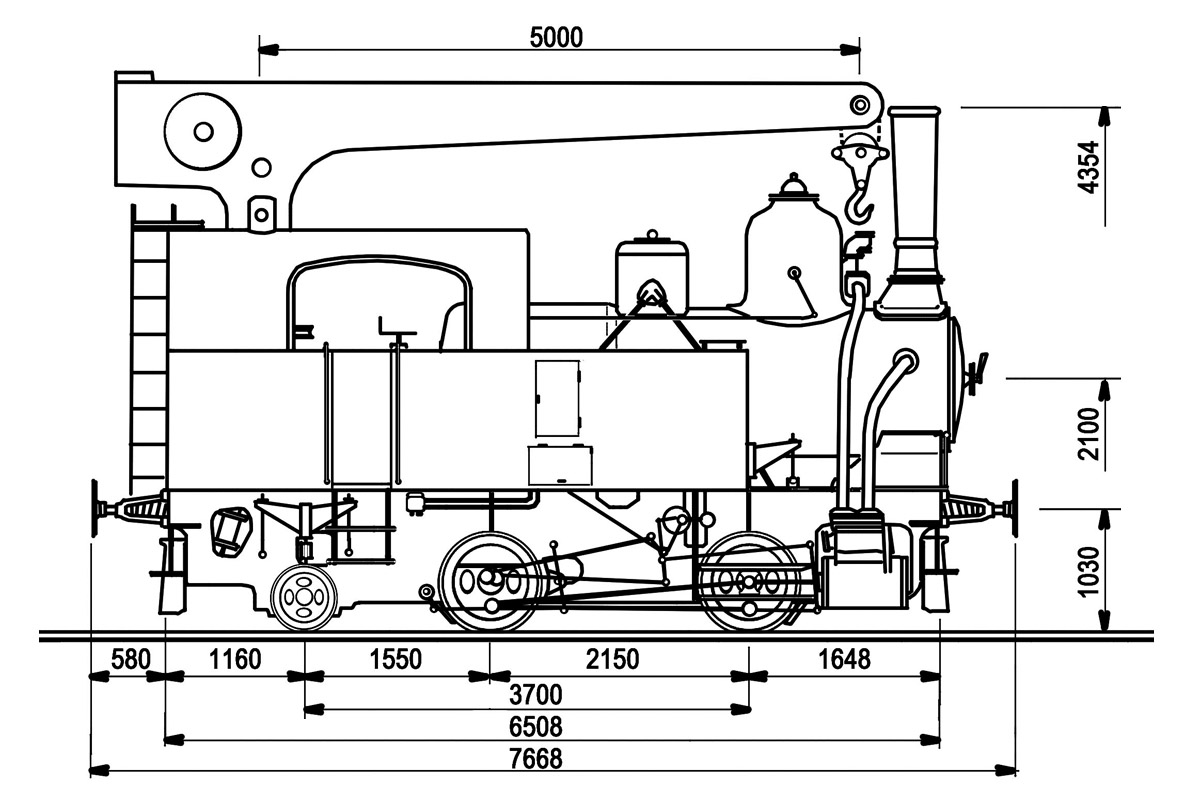
Jeřábová tendrová parní lokomotiva B1' m2t StEG, typový náčrt

Parní lokomotiva měla 2 spřažené nápravy, vnější rozvod Stephenson umístěný vně vnitřního rámu a vodojemy po stranách a uvnitř rámu. Zadní běžná náprava byla radiálně posuvná v Adamsově provedení, takže lokomotiva mohla projíždět oblouky o poloměru 90 m. Konstrukce kotle byla převzata z malé posunovací lokomotivy. Féma otočného jeřábu mohla být díky uspořádání pojezdu B1' umístěna za kotlem, na konec lokomotivy nad běžnou nápravou, čímž byl zajištěn maximální akční poloměr výložníku při stávajícím průjezdném profilu - až 5 metrů od osy koleje. Ve střední poloze byl jeřábový výložník zajištěn západkou a nepřesahoval půdorys ani průjezdný průřez vozidla, nebylo tak třeba ochranného vozu. K rameni výložníku vedl žebřík na budce osádky.
Jeřáb byl poháněn vlastním dvojčitým parním strojem o výkonu 15 koní (10 kW), šikmo uloženým pod strojvůdcovskou budkou. Odpadní pára se ze stroje odváděla komínem do volného vzduchu. Pomocí náhonu ozubeného kola uvnitř sloupu jeřábu mohlo být břemeno vyvažované protizávažím zvedáno ocelovým lanem o průměru 15 mm přes vloženou volnou kladku a drženo nebo spouštěno pásovou brzdou. Maximální nosnost byla 3 t. Otáčení bylo možné volně v obou směrech pomocí stejného parního stroje pomocí třecí spojky a šnekového kola. Rychlost zdvihání byla 16 cm/s, a otočení trvalo 24 vteřin. Celé uspořádání bylo navrženo bez pohyblivých přívodů páry a s ohledem na snadnou přístupnost stroje a převodů jeřábu.

## Provoz

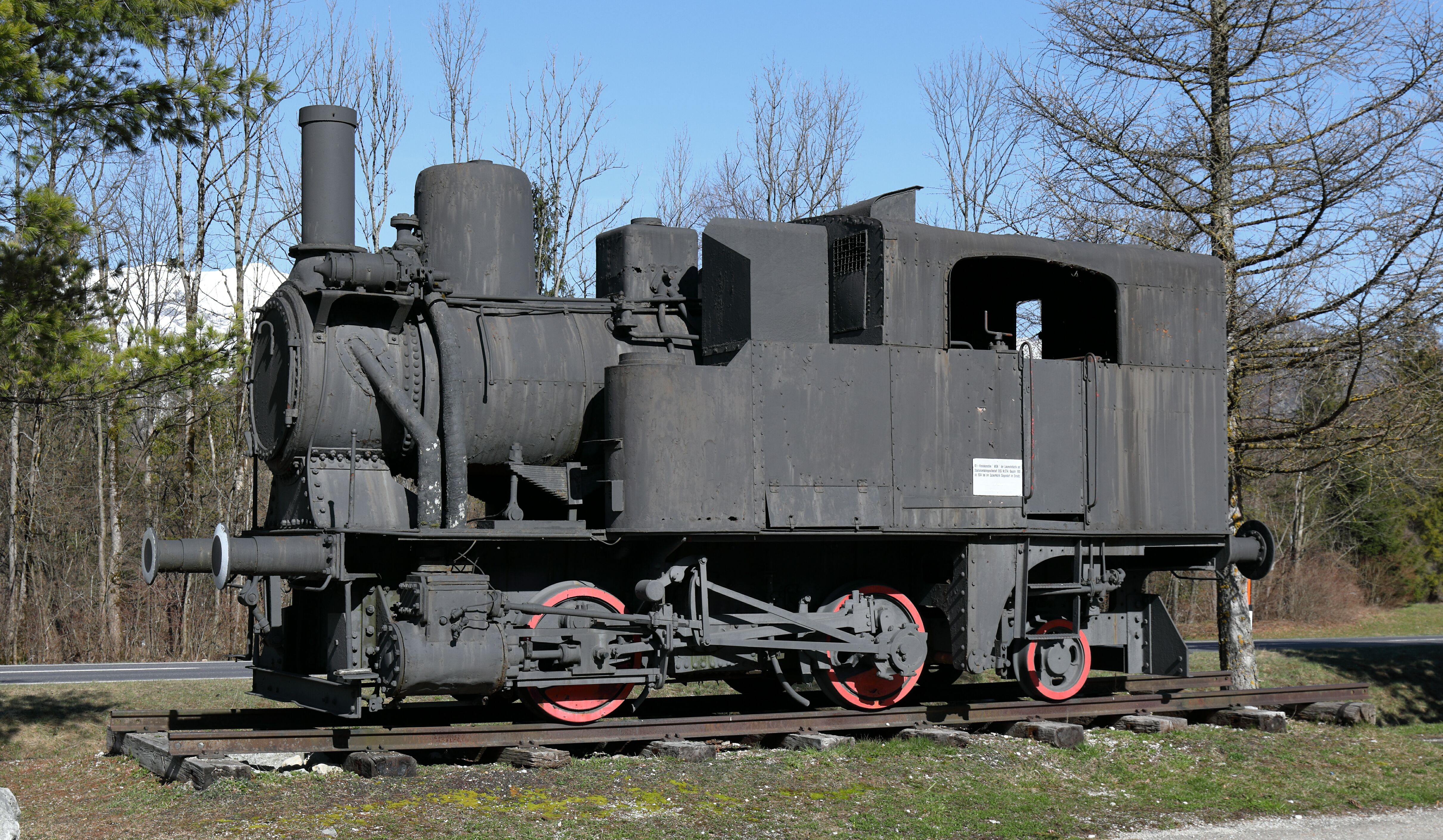
Někdejší jeřábová lokomotiva "WIEN" (StEG 3714/1910) dnes před muzeem v Sulzbachu u Bad Ischlu

Jeřábové lokomotivy měly kvůli co nejlepšímu využití jeřábové nástavby v rámci technicky daných omezení zvláště tvrdé vypružení a malý průměr kol, což výrazně omezovalo i jejich trakční vlastnosti. Nebyly tak určeny pro traťovou službu, spíše jen pro pojíždění, i když mohly posloužit v případě odstraňování následků nehod na trati. Používány byly typicky jako samohybné jeřáby pro manipulaci s materiálem, nakládku a vykládku vagónů a pro posun na vlečkách, nákladištích, přístavech a v obvodu stanic.
Lokomotiv mělo být vyrobeno „několik“. Z výroby lokomotivky StEG jsou informace o nejméně dvou vyrobených strojích. Lokomotiva „ANINA III“ byla dodána do železáren StEG v Reșițě (Reschitz) v dnes rumunském Banátu.
Stroj „WIEN“⁽ᴵᴵᴵ⁾ byl vyroben pod výrobním číslem 3714 v roce 1910 pro vlastní potřebu vídeňské lokomotivní továrny (jako č. 2). Po jejím uzavření byl roku 1934 odprodán do cukrovaru v Siegendorfu, už po demontáži jeřábové nástavby a úpravě jako posunovací lokomotiva. Po vyřazení byl jako lokomotivní pomník umístěn před muzeem Fahrzeug-Technik-Luftfahrt v hornorakouském Sulzbachu a prohlášen národní památkou.